# Воронец толстоножковый
Воронец толстоножковый (лат. Actaea pachypoda) — вид двудольных растений рода Воронец (Actaea) семейства Лютиковые (Ranunculaceae). Впервые описан американским ботаником Стивеном Эллиоттом в 1821 году.
В дикой природе встречается также разновидность Actaea pachypoda f. rubrocarpa (Killip) Fernald.

## Распространение
Встречается в США (преимущественно в восточных штатах) и Канаде (провинции Нью-Брансуик, Новая Шотландия, Онтарио, Остров Принца Эдуарда и Квебек).

## Ботаническое описание

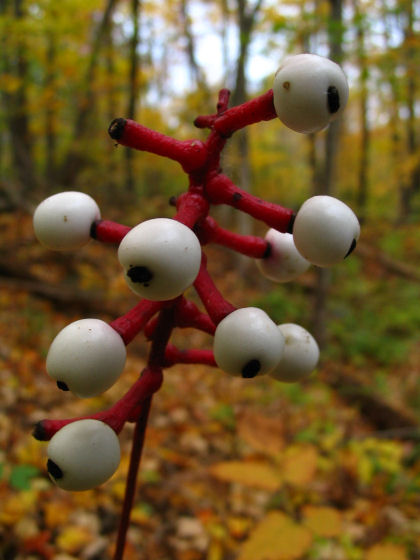
Растение во время плодоношения

Многолетнее травянистое растение с ветвящимся стеблем высотой 30—90 см.
Листья с тройчатым членением. Верхняя часть листа почти голая.
Соцветие цилиндрической формы, плотное, с цветками белого цвета. Цветоножка толстая, ярко-красного цвета.
Плод — ягода белого (очень редко красного) цвета, от широко-эллиптической до почти шаровидной формы, размером около 6—9 мм; семя размером около 3—5 мм. Ягоды ядовиты. Благодаря специфическому внешнему виду плодов, напоминающих глаза фарфоровых кукол, местные жители иногда называют растение «doll’s eyes» (рус. „глаза куклы“).
Цветёт с апреля по июнь.
Все части растения ядовиты для человека. Ягоды, являясь наиболее ядовитой частью растения, содержат кардиогенные токсины, которые могут оказывать немедленное седативное действие на ткань сердечной мышцы человека. Употребление ягод в пищу может привести к остановке сердца и смерти. При этом птицы, поедающие ягоды Actaea pachypoda, по-видимому, обладают иммунитетом к содержащимся в них токсинам.
Число хромосом — 2n=16.
Форма Actaea pachypoda f. rubrocarpa (Killip) Fernald отличается от основного вида цветом ягод — у неё они красные или розовые. Некоторые из экземпляров этой разновидности имеют похожую с Actaea rubra морфологию, то есть могут иметь гибридное происхождение; кроме того, в пользу этой гипотезы может также говорить бесплодность ягод многих таких растений.

## Значение
Настой воронца толстоножкового используется индейскими народностями в традиционной медицине, в частности, для лечения больного горла.
Культивируется как декоративное растение.

## Синонимы
Синонимичные названия:
- Actaea brachypetala var. coerulea DC.
- Actaea brachypetala var. microcarpa DC.
- Actaea pachypoda f. microcarpa (DC.) Fassett.